# Telèfon intel·ligent plegable
Un telèfon intel·ligent plegable, o també telèfon amb pantalla plegable, és un tipus de telèfon intel·ligent dissenyat per poder-se plegar sobre si mateix, permetent que els dispositius amb pantalles grans es puguin portar a la butxaca. La primera generació de telèfons intel·ligents plegables llançats comercialment es va enfrontar a problemes sobre la seva durabilitat, així com els seus alts preus.

## Descripció
Hi ha variants del disseny que utilitzen múltiples panells de pantalla tàctil amb una frontissa, mentre que altres dissenys utilitzen una pantalla flexible. Els dissenys d'aquests dispositius es remunten al concebut en el "Morph" de Nokia el 2008 i un disseny presentat per Samsung Electronics el 2013 (com a part d'un conjunt més gran de conceptes que utilitzen pantalles OLED flexibles), mentre que els primers telèfons intel·ligents plegables disponibles comercialment amb pantalles OLED van començar a sorgir el novembre de 2018.
Alguns dispositius, quan estan "desplegats" poden tenir un disseny semblant a una tauleta, però un cop plegats, la pantalla es troba a la part interior, i tenen una altra pantalla petita sobre la "tapa" que permet a l'usuari interaccionar amb el dispositiu sense obrir-lo (com ara la sèrie Samsung Galaxy Fold). Altres dispositius, amb la pantalla desplegada tenen també un format semblant a una tauleta, però al tancar-los, pleguen la pantalla sobre la part posterior seguint un eix vertical fins a un format "meitat-vertical", permetent utilitzar el telèfon en el seu estat "plegat" (com passa amb el Royole FlexPai i el Huawei Mate X). També s'han fabricat telèfons intel·ligents plegables horitzontalment, que queden un cop plegats amb el format pràcticament d'un quadrat.

## Història

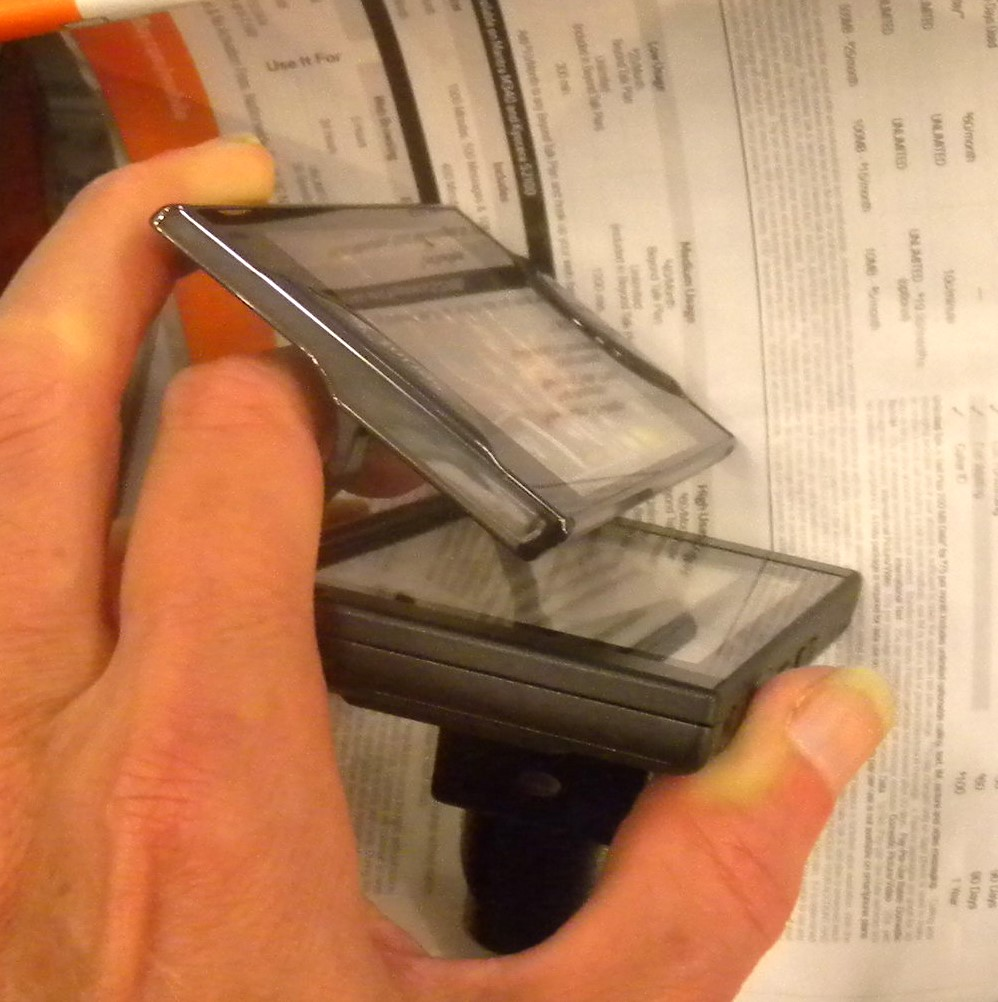
El Kyocera Echo va ser un precursor de la generació actual de telèfons intel·ligents plegables.

El primer concepte d'un telèfon plegable va aparèixer el 1964 a Milà amb el telèfon Grillo amb la voluntat de crear un telèfon que ocupés poc espai i es pogués guardar amb més facilitat.
El 2006, Polymer Vision, que més tard esdevingué Philips, va presentar un concepte de lector electrònic enrotllable al Mobile World Congress.
El 2008, Nokia va presentar dissenys animats d'un dispositiu flexible, " Transformar-se ”, que es pot plegar de diferents maneres, en forma de telèfon, tauleta o monitor intel·ligent. En una retrospectiva del 2019 sobre el concepte, CNET va assenyalar que Morph es podria considerar com un precursor dels telèfons plegables.

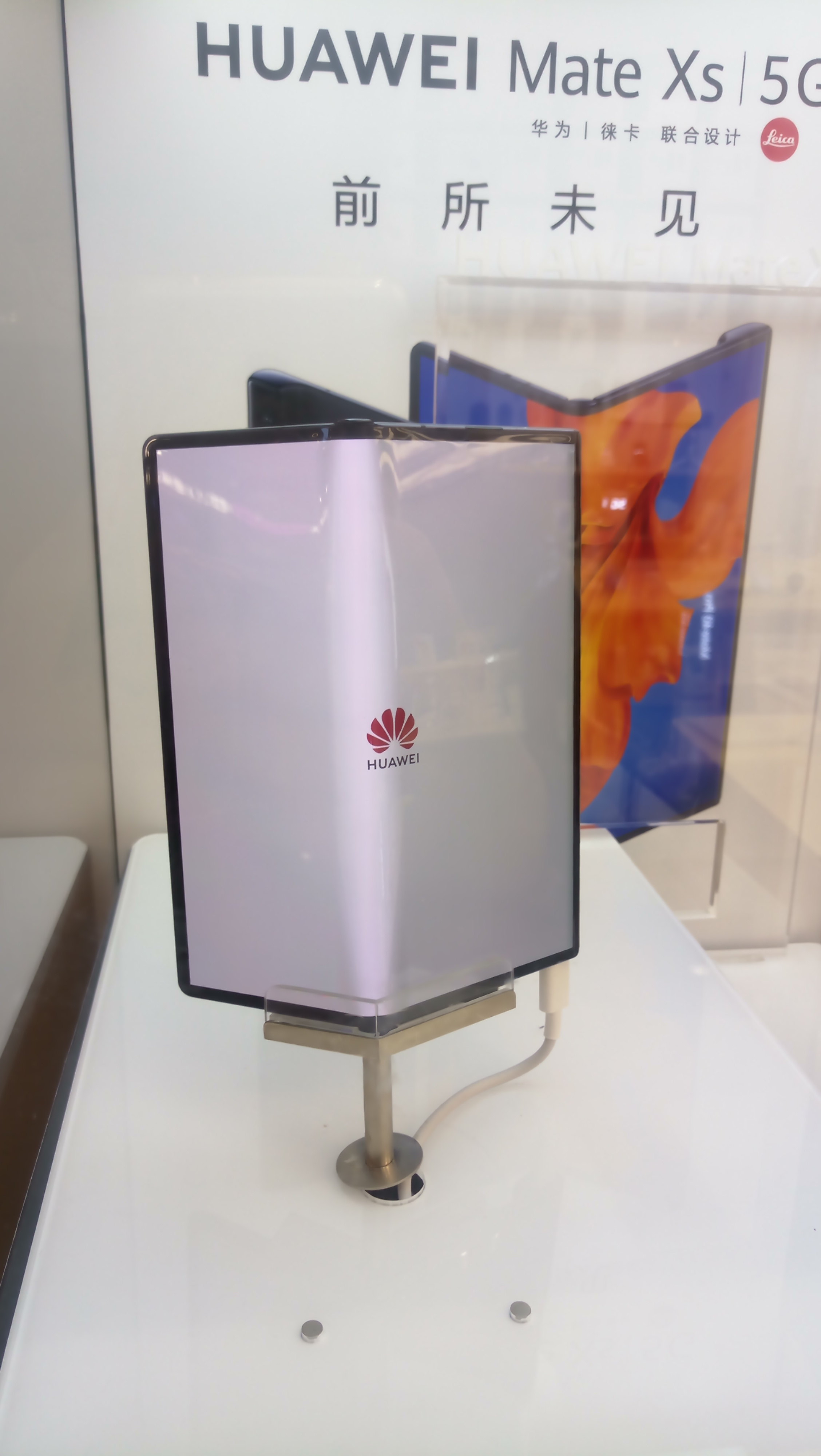
Huawei Mate X

El mes de novembre de 2018, la startup xinesa Royole va presentar el primer telèfon intel·ligent plegable disponible comercialment. Tenia una única pantalla OLED de 7,8 polzades, plegable cap a fora.
El 7 de novembre de 2018, durant la conferència anual per a desenvolupadors, Samsung Mobile va presentar oficialment un prototip de telèfon intel·ligent plegable, amb una pantalla de Samsung Display batejada " Infinity Flex » plegable cap a dins. Tenia una segona pantalla més petita a la cara frontal per utilitzar el dispositiu un cop tancat.
En una cimera de desenvolupadors simultània, el vicepresident d'enginyeria d'Android, Dave Burke, va dir que la propera versió de la plataforma proporcionaria una orientació i millores rellevants per als dispositius plegables, aprofitant les funcions existents.
El Gener de 2019, el CEO de Xiaomi, Lin Bin, va publicar un vídeo en el que mostrava un prototip de telèfon intel·ligent plegable doble.
Samsung Electronics va presentar oficialment el Galaxy Fold al Mobile World Congress el 20 de febrer de 2019. El dispositiu no es va llançar fins al setembre després de resoldre alguns problemes relacionats amb la pantalla. Aquest fou el primer telèfon intel·ligent plegable venut de forma massiva: unes 400.000 unitats es van exhaurir en tres mesos.
Al costat del Galaxy Fold, es van mostrar altres dispositius plegables, però només com a "prototip" o producte en desenvolupament. Entre ells, el Huawei Mate X i els prototips de TCL donant al públic i als mitjans una idea del progrés de la investigació.
Per contra, LG no va presentar cap dispositiu plegable, citant la voluntat de centrar-se més en recuperar la quota de mercat dels telèfons intel·ligents clàssics.
Altres empreses van manifestar el seu interès pel concepte, obtenint patents sobre diversos dissenys d'aquests dispositius, que es relacionades especialment amb la frontissa o les pantalles. Motorola Mobility, per exemple, va patentar un nou disseny d'un futur telèfon intel·ligent plegable, i el va presentar al GSMA Arena.
El mes d'Abril de 2019, en el moment del llançament del Galaxy Fold es van plantejar dubtes sobre la seva durabilitat, ja que algunes unitats de prova van acabar donant errors en la pantalla. La sortida del dispositiu es va ajornar al setembre 2020 per tal d'investigar aquestes fallades i millorar la durabilitat del dispositiu. Huawei també va retardar el llançament del Mate X, invocant una voluntat de cautela" per tal d'evitar problemes similars.

## Materials de la pantalla
Els telèfons intel·ligents plegables solen utilitzar pantalles OLED de plàstic flexibles en lloc de vidre (com el producte Gorilla Glass de Corning, que s'utilitza en la majoria dels telèfons intel·ligents de gamma mitjana i alta). Les pantalles de plàstic són naturalment capaces de mantenir el radi de curvatura necessari per a un telèfon intel·ligent plegable, però són més susceptibles a rascades que les pantalles tradicionals de vidre per a telèfons intel·ligents.
Tot i que Corning fabrica un producte de vidre flexible conegut com Willow Glass, l'empresa afirma que el seu procés de fabricació requereix l'ús d'una solució salina ; per tant, no és apte per a pantalles electròniques perquè la sal pot danyar els transistors utilitzats en els panells OLED. No obstant això, la companyia va declarar el març de 2019 que estava en procés de desenvolupar un vidre flexible adequat per a telèfons intel·ligents, que tindria 1 mm (0.039 in) de gruix i 5 mm (0.20 in) radi de flexió.